# Carlos Vila Nova
Carlos Vila Nova, né le 27 juillet 1959 à Neves, est un homme d'État santoméen, membre de l'Action démocratique indépendante. Il est deux fois ministre dans les gouvernements de Patrice Trovoada, de 2010 à 2012 puis de 2014 à 2018. Il est élu président de la République en 2021.

## Biographie
Carlos Manuel Vila Nova naît le 27 juillet 1959 à Neves, ville du nord de São Tomé.

### Carrière professionnelle
Il obtient un diplôme d'ingénieur en télécommunications à l'université d'Oran en Algérie en 1985. Il est chef du département informatique de la Direction des statistiques du gouvernement santoméen avant de quitter la fonction publique en 1988. Il devient directeur commercial de l'hôtel Miramar, qui est alors le seul hôtel du pays, puis est promu directeur en 1992, avant de diriger l'hôtel Pousada Boa Vista cinq ans plus tard. En parallèle, il fonde l'agence de voyages Mistral Voyages. Carlos Vila Nova quitte l'industrie du tourisme lorsqu'il devient ministre en 2010.

### Carrière politique
Après la victoire de l'Action démocratique indépendante (ADI) aux élections législatives de 2010, Patrice Trovoada est chargé de former un gouvernement. Il nomme Carlos Vila Nova ministre des Travaux publics dans le XIVe gouvernement constitutionnel.
Le gouvernement perd la confiance du parlement en 2012 mais l'ADI obtient la majorité absolue aux élections législatives qui suivent en 2014. Vila Nova est nommé ministre des Infrastructures, des Ressources naturelles et de l'Environnement par Trovoada dans le XVIe gouvernement, fonction qu'il conserve jusqu'à la chute de l'ADI aux élections de 2018. Il est élu député dans le district d'Água Grande.
À l'élection présidentielle de 2021, le président sortant Evaristo Carvalho, membre de l'ADI, ne se représente pas. Carlos Vila Nova est désigné candidat par le parti pour lui succéder. Il obtient 39 % des suffrages exprimés au premier tour puis 57 % au second tour, face au candidat du Mouvement pour la libération de Sao Tomé-et-Principe – Parti social-démocrate Guilherme Posser da Costa. Il est investi président de la République le 2 octobre 2021.